# Brachymeria oxygastra
Brachymeria oxygastra is een vliesvleugelig insect uit de familie bronswespen (Chalcididae). De wetenschappelijke naam is voor het eerst geldig gepubliceerd in 1932 door Masi.